# Nychiodes tyttha
Nychiodes tyttha là một loài bướm đêm trong họ Geometridae.